# Crocidura lucina
Crocidura lucina је сисар из реда Soricomorpha.

## Угроженост
Ова врста се сматра рањивом у погледу угрожености врсте од изумирања.

## Распрострањење
Ареал врсте је ограничен на једну државу. 
Етиопија је једино познато природно станиште врсте.

## Станиште
Станиште врсте је травна вегетација.